# Dolving
Dolving (deutsch Dolvingen, 1940–44 Dolfingen) ist eine französische Gemeinde mit 341 Einwohnern (Stand 1. Januar 2022) im Département Moselle in der Region Grand Est (bis 2015 Lothringen). Sie gehört zum Arrondissement Sarrebourg-Château-Salins.

## Geografie
Die Gemeinde Dolving liegt etwa fünf Kilometer nördlich von Sarrebourg auf einer Höhe zwischen 237 und 313 m über dem Meeresspiegel am Landbach, der zur Saar entwässert. Das Gemeindegebiet umfasst 6,66 km².

## Geschichte
Das Dorf kam 1766 zu Frankreich, von 1871 bis 1918 zum Deutschen Reich und seit 1919 wieder zu Frankreich. Zur Gemeinde gehört auch der Weiler Sarrewald (Saarwald).

### Bevölkerungsentwicklung
| Jahr      | 1962 | 1968 | 1975 | 1982 | 1990 | 1999 | 2007 | 2019 |
| Einwohner | 325  | 316  | 317  | 364  | 339  | 328  | 341  | 345  |

## Sehenswürdigkeiten
- Kirche St. Martin
- Klosterkapelle St. Ulrich
- Wegkreuze
- Fundamentreste einer gallorömischen Villa
- Wasserturm

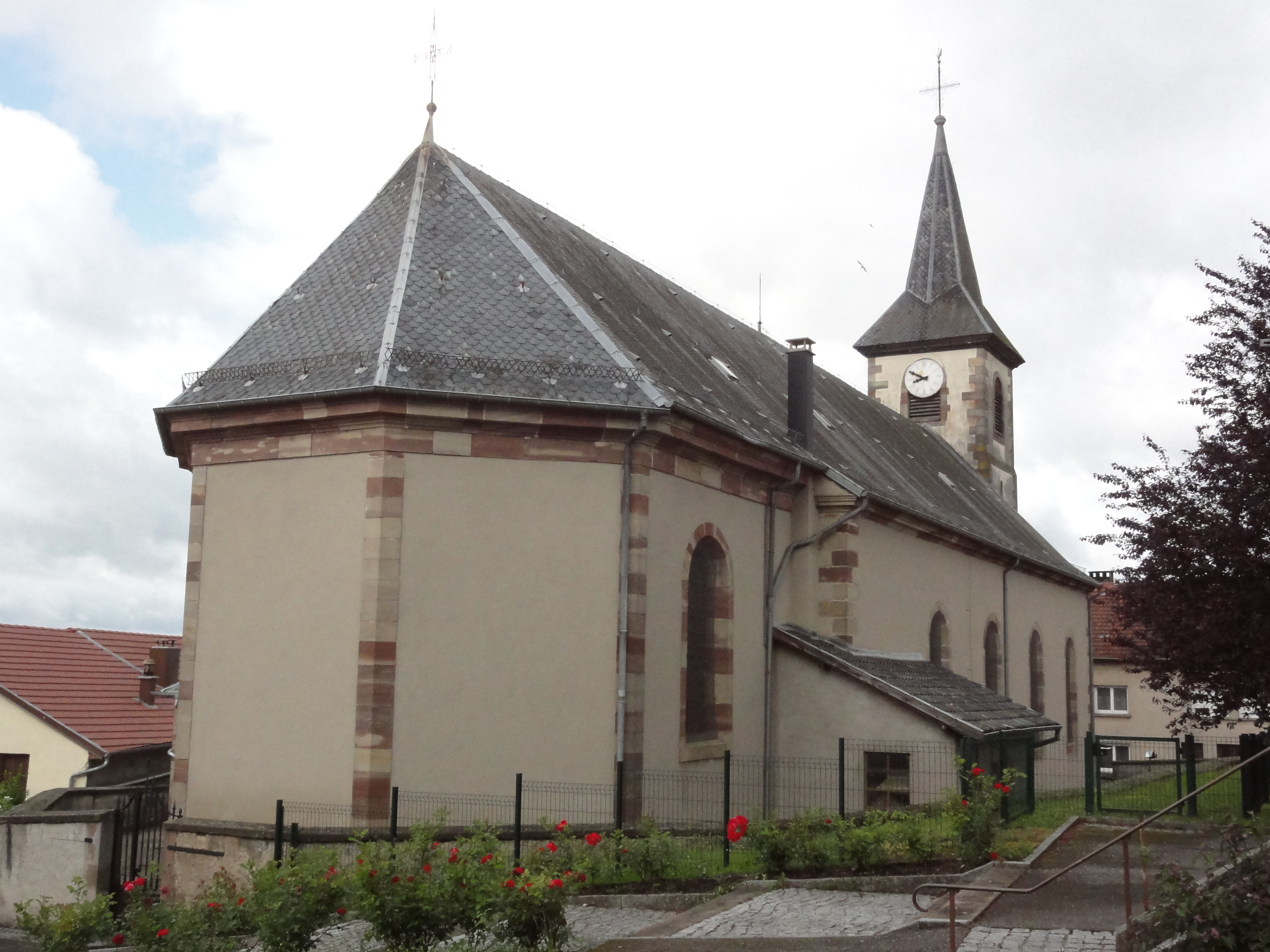
Kirche St. Martin
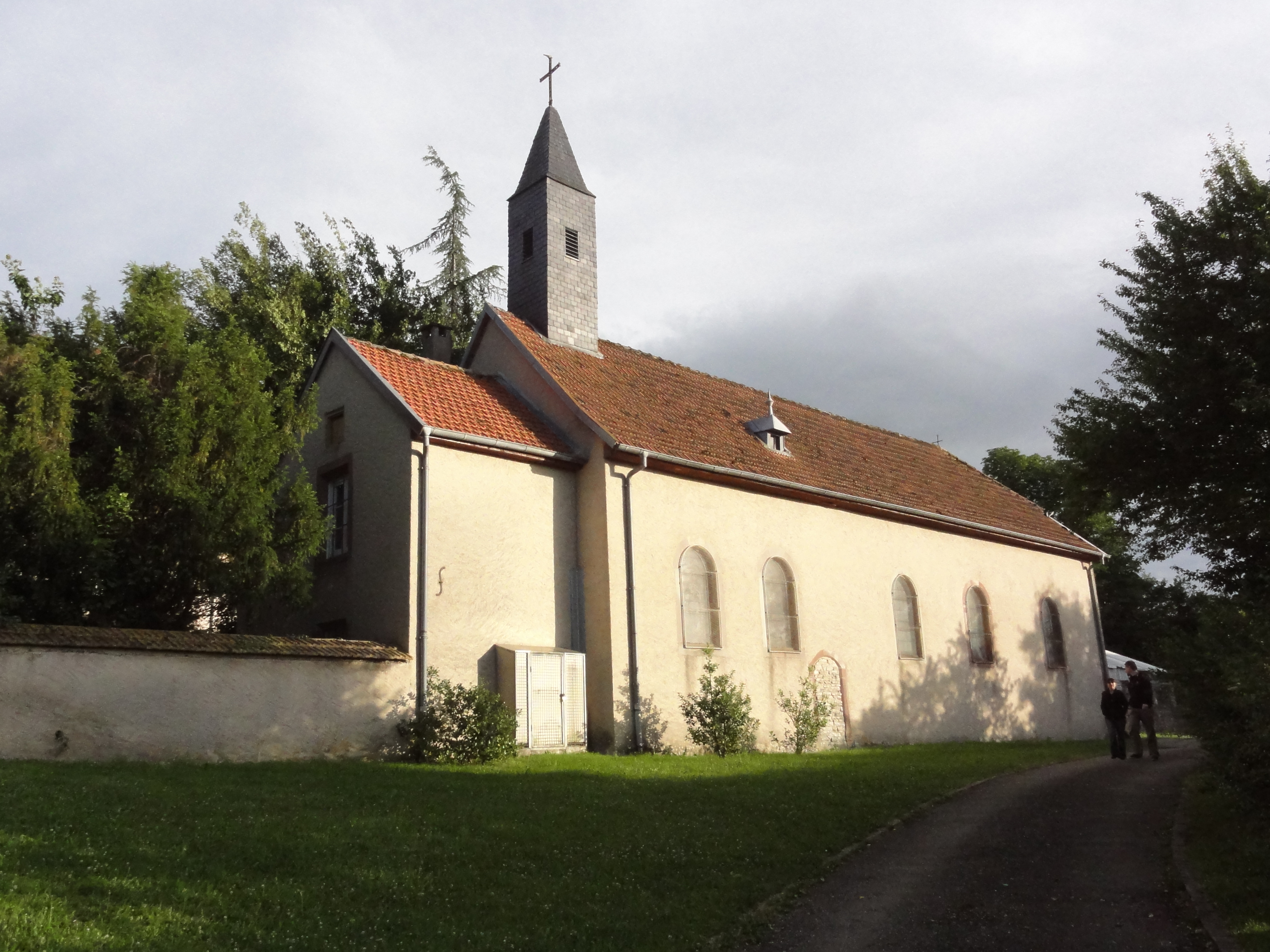
Klosterkapelle St. Ulrich
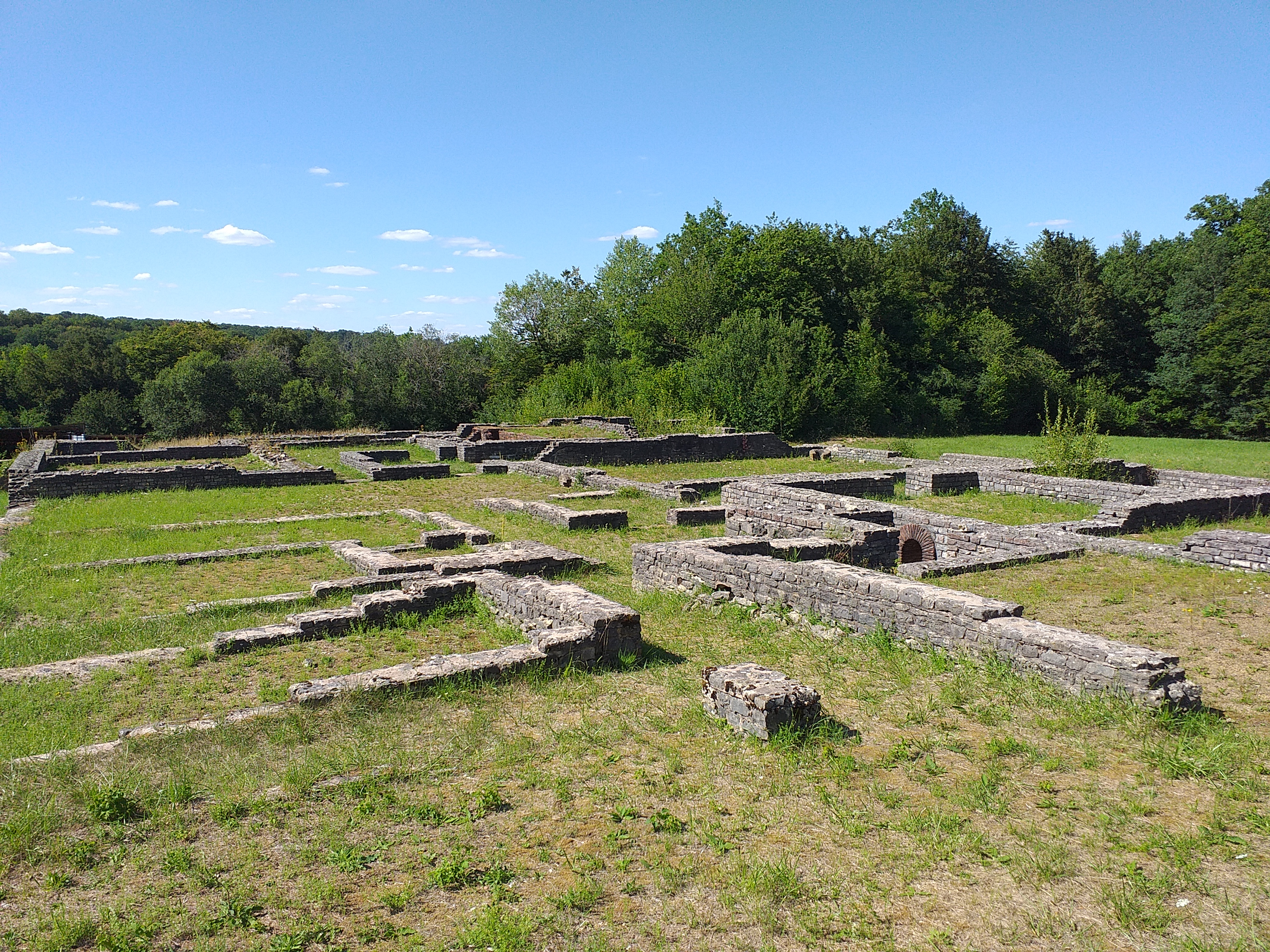
Fundamente einer gallorömischen Villa
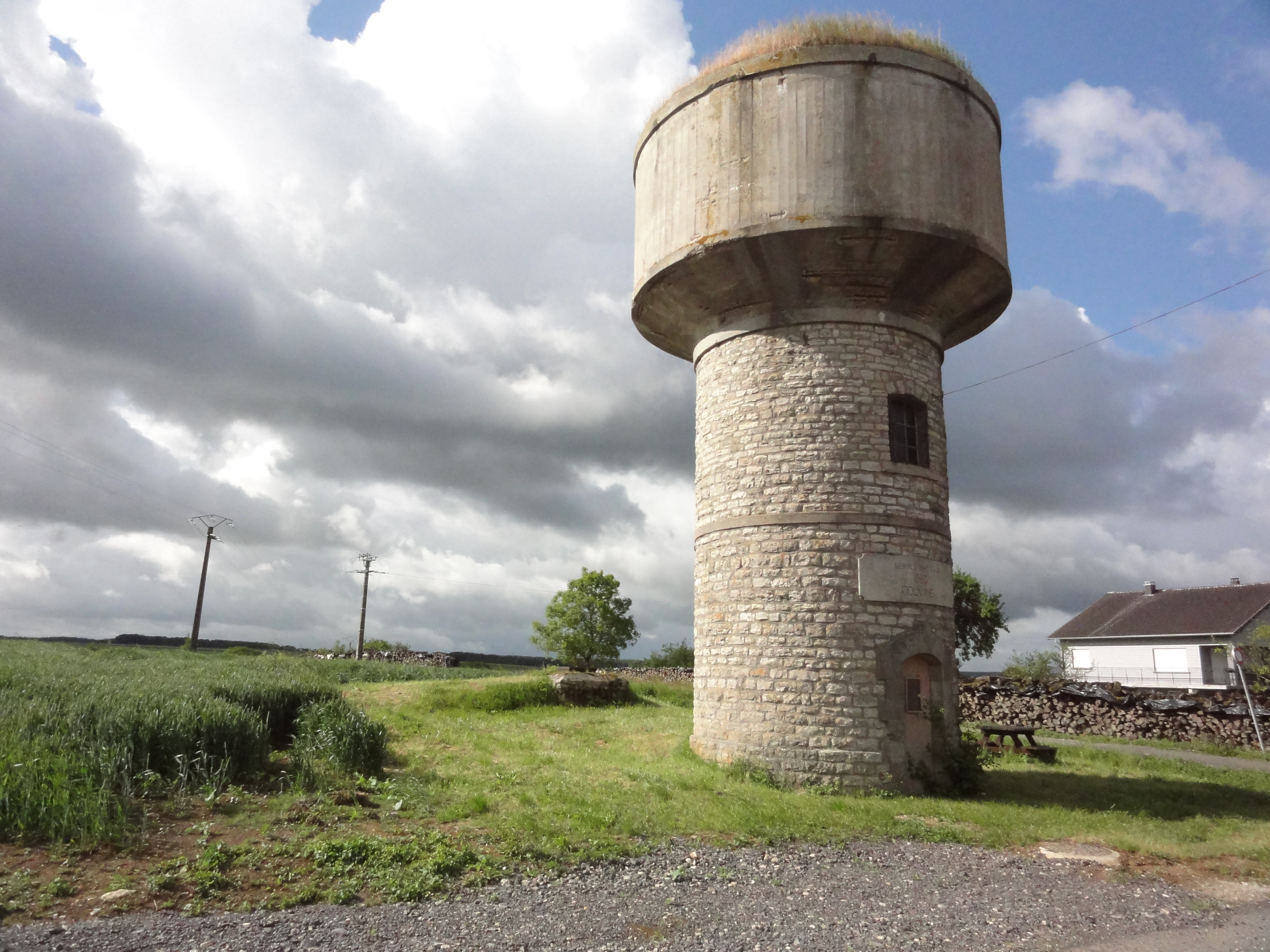
Wasserturm